# Catherine G. Wolf
Catherine Gody Wolf (25 de mayo de 1947 - 7 de febrero de 2018) fue una psicóloga estadounidense y experta en la interacción interacción persona-máquina. Fue autora de más de 100 artículos de investigación y obtuvo seis patentes en las áreas de interacción persona-computadora, inteligencia artificial y colaboración. Wolf fue conocida por su trabajo en el Centro de Investigación Thomas J. Watson de IBM en Yorktown Heights, Nueva York, donde fue investigadora durante 19 años.
A finales de la década de los 90, a Wolf se le diagnosticó esclerosis lateral amiotrófica (ELA), más conocida como enfermedad de Lou Gehrig. A pesar tener un rápido deterioro físico, Wolf todavía podía comunicarse con el mundo a través de un equipo sensorial electrónico, incluida una sofisticada interfaz cerebro-computadora . Sorprendentemente, casi no le quedaban funciones voluntarias físicas, publicó una investigación novedosa sobre habilidades de motricidad fina de los pacientes con ELA.

## Educación
Wolf completó su licenciatura en la Universidad de Tufts, donde se especializó en psicología. En 1967 conoció a su futuro cónyuge, Joel Wolf, y luego estudió en el Instituto de Tecnología de Massachusetts . Ambos continuaron sus estudios de posgrado en la Brown University, donde Wolf centró su investigación sobre la forma en que los niños perciben el lenguaje. Después de Brown, Wolf completó un trabajo de postgrado adicional en MIT antes de incorporarse al mercado de trabajo como investigadora a tiempo completo.

## Carrera
La carrera de Wolf se centró en la interacción humano-computadora. En 1977, se unió a Bell Labs, donde se convirtió se convirtió en un directora de recursos humanos. Ocho años después, comenzó su carrera como psicóloga investigadora en el Centro de Investigación Thomas J. Watson, la sede de investigación de IBM . Durante su tiempo en IBM, Wolf estaba particularmente interesada en aprender cómo las personas interactúan con el software en el lugar de trabajo. Como respuesta a los comportamientos que observó, diseñó y probó nuevos sistemas de interfaz en los que el habla y las palabras escritas a mano podían convertirse en información digital. Entre otras tecnologías, Wolf trabajó en un sistema conocido como Conversation Machine, que fue el precursor de los sistemas bancarios telefónicos actuales: los usuarios podían acceder a sus cuentas conversando con un sistema de voz automatizado. También publicó artículos sobre el intercambio de información en el lugar de trabajo y la investigación en el contexto del soporte técnico.
En total, Wolf obtuvo el título de seis patentes y más de 100 artículos de investigación. En 1997, fue diagnosticada con ELA, la enfermedad de Lou Gehrig, lo que finalmente le impidió realizar sus actividades laborales habituales. Wolf se fue de excedencia por discapacidad a largo plazo en 2004 y se retiró oficialmente de IBM en 2012. Sin embargo, incluso después de perder casi toda la función muscular, Wolf contribuyó a la investigación sobre la interacción humano-computadora. También trabajó con el Centro Wadsworth, que forma parte del Departamento de Salud del Estado de Nueva York, como evaluadora de varios sistemas. En 2009, Wolf también publicó un artículo de investigación que amplía una escala comúnmente utilizada para evaluar la progresión de la ELA (conocida como ALSFRS-R) para evaluar con mayor precisión las capacidades de las personas con ALS avanzada. Este documento contribuyó significativamente a la comprensión de lo que podrían ser capaces los pacientes con ELA incluso después de que se haya perdido la mayor parte de la función muscular.

## Viviendo con ALS
Wolf sintió por primera vez los síntomas de la esclerosis lateral amiotrófica en 1996, cuando su pie no se flexionaba correctamente. Un año después se le diagnosticó ELA de forma positiva.
En 2001, Wolf decidió someterse a una traqueotomía, un procedimiento quirúrgico que conectaba permanentemente un tubo de respiración en su cuello, permitiéndole respirar sin el uso de la nariz o la boca.
Wolf finalmente perdió el uso de todos sus músculos excepto unos pocos en la cara y los ojos. Para comunicarse, utilizó un sistema informático que traducía el movimiento de sus cejas en texto. Era experta en comunicarse de esta manera, aunque solo podía "escribir" una o dos palabras por minuto. Escribió poesía, envió correos electrónicos, realizó entrevistas ocasionales, y escribió artículos para sitios como Neurology Now.  Incluso pudo mantenerse activa en Facebook.
Simultáneamente a la pérdida de su control muscular, Wolf se convirtió cada vez más en una experta en sistemas de interfaz cerebro-computadora o tecnología BCI (Brain-Computer Interface) y ayudó a otros investigadores a aprender más sobre cómo pueden funcionar dichos sistemas. Era consciente de que podría perder la capacidad de comunicarse con sus cejas, por lo que trabajó con científicos en un sistema de interfaz basado en EEG para ella misma, por si ese día llegaba. EEG ( electroencefalografía ) mide las fluctuaciones de voltaje a lo largo del cuero cabelludo que resultan de la actividad de las neuronas en el cerebro. Con tal configuración en su lugar, Wolf esperaba comunicar palabras simplemente enfocando sus pensamientos en una letra a la vez. Wolf proporcionó a los investigadores información importante sobre el ICB, ya que no funcionaron de manera correcta.

## Personal
Wolf se casó con Joel Wolf, un matemático del TJ Watson Research Center de IBM. Tenían dos hijas, Laura y Erika, y varios nietos.
El 26 de abril de 2003, Wolf recibió el Premio al Servicio Distinguido de su alma mater, la Universidad de Tufts, por "el ideal de la ciudadanía y el servicio público".
El 7 de febrero de 2018, Wolf falleció en su casa en Katonah, Nueva York a la edad de 70 años.